# Agrothereutes saturniae
Agrothereutes saturniae är en stekelart som först beskrevs av Heinrich Boie 1855.  Agrothereutes saturniae ingår i släktet Agrothereutes och familjen brokparasitsteklar. Inga underarter finns listade i Catalogue of Life.